# アネッテ・フォン・ドロステ＝ヒュルスホフ

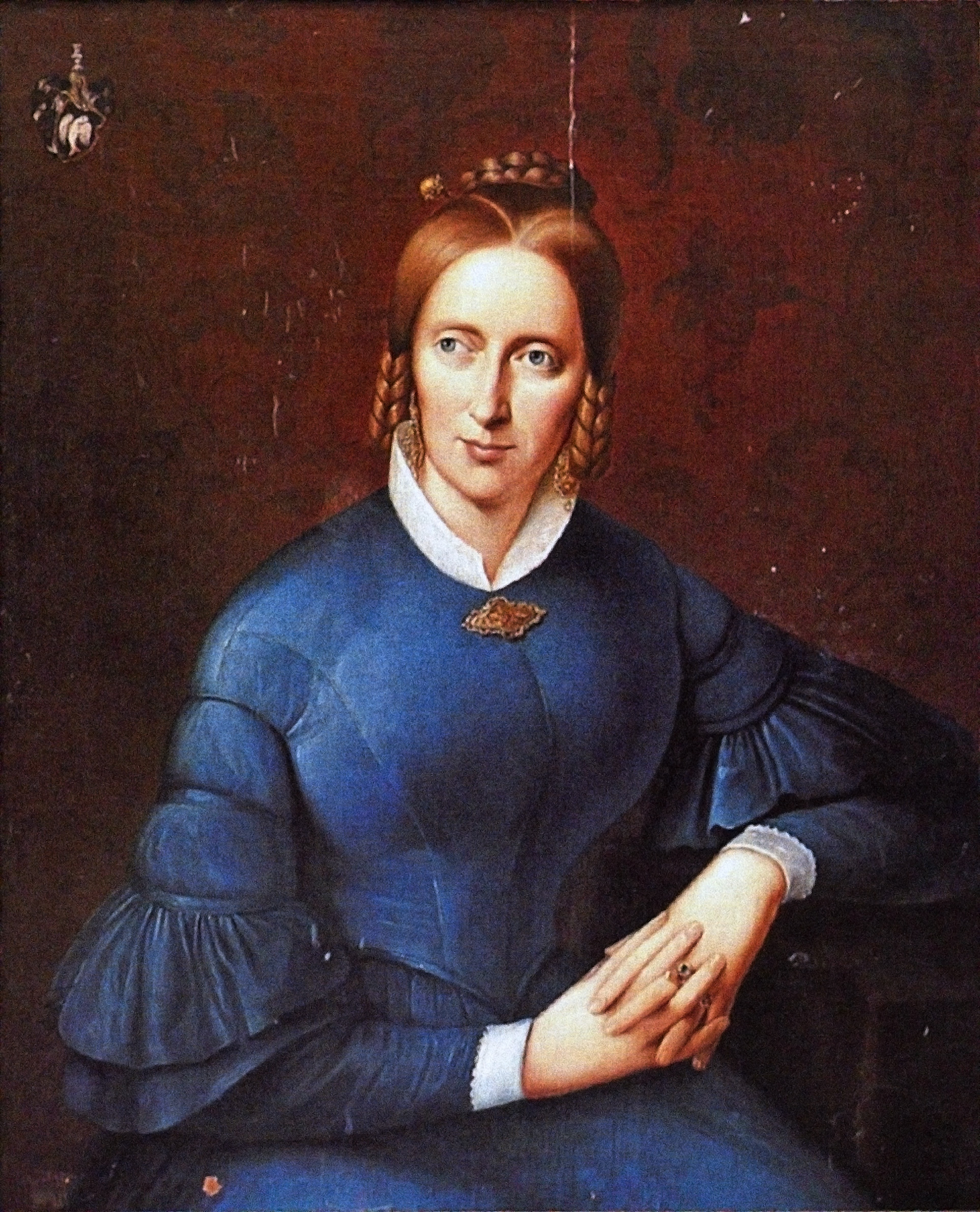
ドロステ＝ヒュルスホフの肖像、1838年

アネッテ・フォン・ドロステ＝ヒュルスホフ（Annette von Droste-Hülshoff、1797年1月10日 - 1848年5月25日）は、ドイツの詩人。ヴェストファーレン、ミュンスターのヒュルスホフ城にて貴族の娘アンナ・エリーザベト・フォン・ドロステ＝ヒュルスホフとして生まれる。兄達に混じってギリシャ語、ラテン語、フランス語、英語、イタリア語、博物学などを学び、早くから詩作を試み、また絵画、音楽にも才を示した。ミュンスター時代にはグリム兄弟の奨励を受け、後には哲学者ショーペンハウアーの妹アデーレ・ヨハンナ・ショーペンハウアーと交流しその哲学上の感化を受けている。1826年、男爵であった父が他界し、リュッシュハウスの母の荘園に移り執筆と読書を中心とした閑雅な生活を送る。生涯独身で過ごし、1848年にボーデン湖畔メールスブルクのささやかな住居に移り住みここで死去した。主な作品にリュッシュハウス時代に書かれた「荒野風景詩」、宗教的な苦悩を書き表した「宗教の一年」など。職業的な作家ではなく興に任せて筆を取るという生活であったため作品は断片・未完に終わっているものも多いが、散文作品では唯一完成している中編小説「ユダヤ人のぶなの木」は、実際にあった殺人事件をもとにしながら農村部の人間模様や陋習を冷徹な筆致で描き、クライストの『ミヒャエル・コールハース』にも比せられている。

## 作品（日本語訳）
- 『世界女流作家全集 第1巻 バルバラ 呪ひの樹』小口優訳 モダン日本社 1941
- 『運命の樹』永野藤夫訳 甲文社 カトリック古典文芸叢書 1949
- 『ユダヤ人のブナの木』番匠谷英一訳 岩波文庫 1953
- 『ドロステの詩』山田博信訳 築地書館 1984
- 『ユダヤ人のブナの木』曲肱楽聴訳 森本五良校閲 星湖舎 2007